# Charles Knowles (2e baronnet)
Pour les articles homonymes, voir Charles Knowles.
Charles Henry Knowles, né le 24 août 1754 à Kingston et mort le 28 novembre 1831, est un amiral de la Royal Navy.
Il participe à la guerre d'indépendance des États-Unis, aux guerres de la Révolution française et aux guerres napoléoniennes.
Il est le fils de Charles Knowles, également officier de la Royal Navy.